# Joan Nadal Cañellas
Joan Nadal Cañellas (Palma 1934 - 15 de gener de 2016) és un jesuïta mallorquí, especialista en estudis bizantins.

## Biografia
Llicenciat en filosofia per la Universitat Pontifícia de Loiola (1960), en teologia per la Universitat Gregoriana de Roma (1968) i en filosofia i lletres per la Universitat de Barcelona.
L'any 1976 fundà a Atenes l'Institut Cultural Reina Sofia que dirigí fins al 1987. És autor de nombroses publicacions científiques i edicions crítiques de temes d'història i filologia medieval i romana d'Orient, entre les quals destaca El diálogo entre Oriente i Occidente (1969) on exposa la separació entre l'església romana d'Orient i la romana. Cal destacar també el seu estudi sobre els foners balears. Una de les seves contribucions decisives fou el 1972 quan aconseguí l'abolició pel papa Pau VI del filioque, principal causa teòrica de la divisió de les esglésies romana i romana d'Orient.
Acadèmic numerari de l'Acadèmia Mallorquina de Genealogia i de la Reial Acadèmia de Bones Lletres de Barcelona. Membre numerari de la Societat d'Estudis Heràldics i Genealògics d'Atenes i acadèmic de l'Acadèmia Internacional per a la Propagació de la Cultura de Roma. Fou agregat cultural de l'Ambaixada d'Espanya a Atenes (1975-87) i el 1993 fou nomenat conseller de l'Ambaixada d'Espanya davant la Santa Seu de Roma.
El 1978, en reconeixement de la seva tasca, li fou atorgada la creu de l'Orde del Mèrit Civil d'Espanya i el 2005 el Premi Ramon Llull. Va morir sobtadament el 15 de gener de 2016.

## Obres
- El diálogo entre Oriente i Occidente (1969).
- Biografía de Jerónimo Nadal, Vida e Influjo (2007)
- Els foners balears
- La abolición de la Orden del Temple y su gestación
- La permanencia de Rodrigo de Borja (Alejandro VI) en el Estudio de Bolonia, según los documentos originales
- Las bulas de plomo bizantinas del Castillo de Santueri
- El ara portátil medieval de Montesión
- El Patriarca Atanasio I de Constantinopla y Roger de Flor
- Estética y sentido del icono bizantino
- Los documentos griegos del archivo de la Corona de Aragón
- Majorque et Cyprus unies pour l'imposante figure de Raymond Lulle